# Archidiocèse de Césarée
 (juin 2025).
Si vous disposez d'ouvrages ou d'articles de référence ou si vous connaissez des sites web de qualité traitant du thème abordé ici, merci de compléter l'article en donnant les références utiles à sa vérifiabilité et en les liant à la section « Notes et références ».
L'archidiocèse de Césarée était un archidiocèse situé dans le royaume latin médiéval de Jérusalem.

## Histoire

### Antiquité
Le diocèse était ancien, fondé dans l'une des premières communautés chrétiennes et était dû à l'œuvre de saint Pierre et de saint Paul. Les archives de la communauté remontent au IIe siècle. Selon les Constitutions apostoliques, le premier évêque de Césarée était Zachée. Césarée était la capitale de la province romaine de Judée et, après la révolte de Bar Kokhba, elle devint la métropole du diocèse de Palaestina Prima. Jusqu'à l'établissement du Patriarcat de Jérusalem, elle était soumise au patriarche d'Antioche. Le plus célèbre évêque de Césarée était Eusèbe de Césarée. La bibliothèque de Césarée (en), fondée par Pamphile de Césarée, subsista jusqu'à l'invasion de la Palestine par les Arabes au VIIe siècle.
Après le schisme entre Constantinople et Rome en 1054, la communauté était un diocèse grec orthodoxe, avec seulement une communauté catholique romaine marginale

### Royaume de Jérusalem

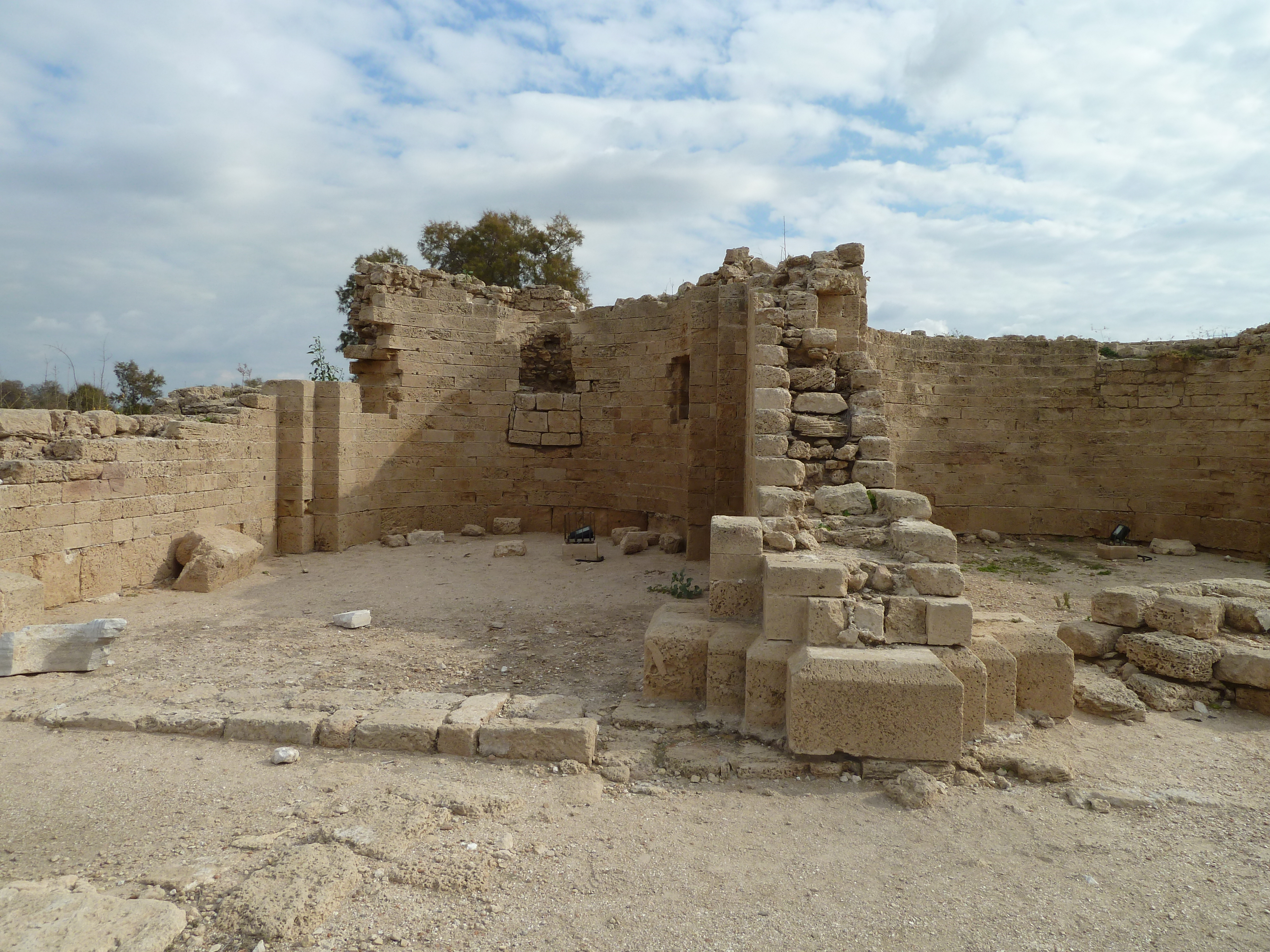
Ruines d'une abside latérale et de l'abside principale de la cathédrale Saint-Pierre de Césarée.

Durant la période des Croisades, la communauté devint catholique en 1101. La population franque s'accrut considérablement et un archevêque latin fut établi. Sous les Croisés, le diocèse s'agrandit progressivement jusqu'à compter dix évêques suffragants, dont l'évêque de Sébaste. Pour le reste du royaume de Jérusalem, le patriarche latin de Jérusalem fut souvent d'abord archevêque de Césarée ou de Tyr.
Il existait une légende selon laquelle le Saint Graal aurait été découvert à Césarée. Le calice ancien trouvé là-bas en 1101 aurait ensuite été emporté à Paris.

## Liste des évêques
- Zachée, premier évêque de Césarée
- Theophilus (en) (c. 189)
- Theoctistus (c. 216–258)
- Domnus
- Theotecnus (en)
- Agapius (en) (c. 306)
- Eusèbe (c. 313–339/340)
- Acace (c. 340–366)
- Gélase (c. 367–372)
- Euzoius (en) (c. 373–378)
- Gelasius (c. 380–395)
- Jean (c. 395)
- Domninus (c. 420)
- Jean de Choziba (en) (VIe siècle)
- Anastasius (XIe siècle)

## Liste des archevêques
- Baudouin Ier (1101–1107)
- Evremar de Thérouanne (1108–1123 au plus tôt)
- Payen (mort vers 1129)
- Gaudentius (c. 1140)
- Baudouin II (?–1156?)
- Ernesius (1158–1175)
- Héraclius d'Auvergne (1175–1180)
- Aymar Le Moine (1181–1194)
- Pierre Ier de Limoges (1199–1237)
- Pierre II (c. 1230)
- Lociaumes (1244–1266)

après quoi le siège fut abandonné pendant les deux siècles suivants.

## Liste des archevêques-titulaires
Le siège devient seulement titulaire lors de sa restauration :